# Tabula rasa (Pärt)

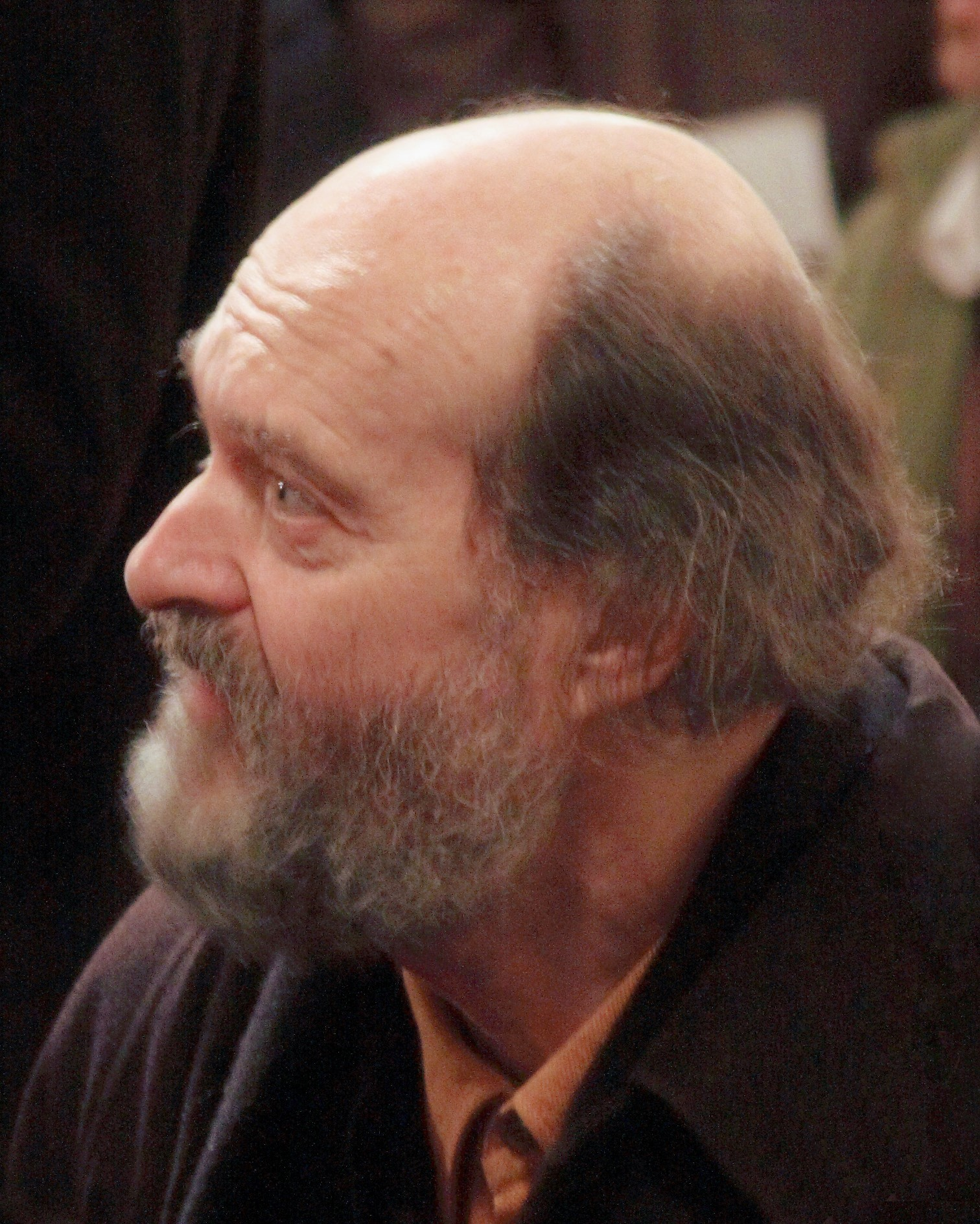
Der estnische Komponist Arvo Pärt in der Christchurch Cathedral in Dublin. (2008)

Tabula rasa ist ein Doppelkonzert für zwei Violinen, Streichorchester und präpariertes Klavier von Arvo Pärt. Es zählt zu seinen bekanntesten Werken und wurde am 30. September 1977 in Tallinn vom Estnischen Kammerorchester unter der Leitung von Eri Klas und mit Gidon Kremer, Tatjana Grindenko (beide Violine) sowie Alfred Schnittke (Klavier) uraufgeführt. Das Stück ist Grindenko, Kremer und Klas gewidmet. Eine Aufführung dauert knapp eine halbe Stunde.

## Hintergrund
Nach einer längeren Schaffenspause in den 1970ern trat Pärt mit einer neuen, stark reduzierten Klangsprache an die Öffentlichkeit. Tabula rasa ist das erste größere Werk, das in diesem von Pärt Tintinnabuli genannten Stil geschrieben ist. Dabei besteht die musikalische Substanz im Wesentlichen aus einer Melodielinie, die Tonleiterbewegungen ausführt, sowie aus den Tönen eines Dreiklangs. Bei Tabula rasa handelt es sich um den a-Moll- (1. Teil) bzw. d-Moll-Dreiklang (2. Teil) und die zugehörigen Tonleitern.
Für eine Performance des ersten Concerto grosso von Schnittke, die im September 1977 in Tallinn stattfinden sollte, baten Grindenko und Kremer Pärt, ein Stück zu schreiben, das mit einer ähnlichen Besetzung arbeitet. Das Ergebnis führte während der Proben bei allen Ausführenden wegen der radikalen, in dieser Form bis dato ungekannten Einfachheit zu großer Irritation. So erinnert sich Kremer etwa an die intonationstechnischen Schwierigkeiten insbesondere im zweiten Teil, die allen Beteiligten hohe Konzentration abverlangten.

## Musik
Tabula rasa besteht aus zwei Teilen, die in ihren Ausdrucksmitteln einen musikalischen Gegensatz bilden. Ganz zu Beginn des ersten Teils, Ludus (Spiel), steht ein lang ausgehaltenes A, das von beiden Soloviolinen in hohem und im tiefen Register ausgeführt wird. Daraufhin folgt eine Generalpause. Diesen Beginn sieht etwa Lothar Mattner als die Quintessenz des ganzen Satzes, so dass alles Folgende nur eine Ausdeutung der Möglichkeiten eines einzigen Tons darstellt. Darin sieht er zudem keine musikalische Entwicklung im weiteren Sinne, so dass durch die Wiederholung des immerselben Materials eine Art Monotonie entsteht, aus der eine meditativ-kryptische Stille erwächst.
In den folgenden acht Abschnitten erfährt das musikalische Material mit jedem Mal eine Erweiterung und Steigerung: Zunächst wird stets der a-Moll-Dreiklang umspielt, woraufhin sich eine Melodielinie entwickelt. Pärt fertigte während der Kompositionsarbeiten einen Algorithmus an, der vorschreibt, mit welchen Tönen diese Linie fortgesetzt werden soll. Die Abschnitte sind durch Generalpausen voneinander getrennt. Den Abschluss des Ludus bildet schließlich eine Kadenz. Akkordbrechungen, auch unter Einbeziehung tintinnabulifremder, verminderter Akkorde, werden zuletzt mit pulsierenden Akkordschlägen des Streichorchesters kontrastiert, an deren Ende ein lang ausgehaltener a-Moll-Akkord steht.
Der zweite Teil, Silentium (Stille), steht im Zeichen absoluter Bewegungslosigkeit (senza moto, mit einem Tempo von ca. 60 Schlägen pro Minute). Die Basis bildet ein Proportionskanon, bei dem eine Melodielinie von drei Stimmen in unterschiedlicher Geschwindigkeit, d. h. mit verlängerten Notenwerten, gespielt wird. Diese Linie beruht auf dem schon in Ludus verwendeten, modifizierten Algorithmus. Die übrigen Stimmen streuen Töne des d-Moll-Dreiklangs ein. Markantes Element ist ein d-Moll-Arpeggio des Klaviers, das im Verlauf des Stücks immer später einsetzt. Der musikalische Fluss wird gegen Ende des Werks reduziert, Tabula rasa verklingt im Pianississimo und endet mit einer ausnotierten Generalpause.

## Rezeption
Die ersten Aufführungen hinterließen einen tiefen, überwiegend positiven Eindruck. Erste Stimmen verglichen das Werk mit Antonio Vivaldis Konzerten und hoben neobarocke Züge heraus. Auch fernöstliche Anklänge wurden in Tabula rasa wahrgenommen. Relativ rasch verbreitete sich das Stück auch im Westen. Infolge der zunehmenden Popularität von Tabula rasa beiderseits des Eisernen Vorhangs erfuhren auch seine anderen Tintinnabuli-Werke immer mehr Aufmerksamkeit. Es kann somit als ein Wendepunkt in Pärts Schaffen und als Kultstück der Neuen Musik gesehen werden, das den Durchbruch aus der Avantgarde hin zu einer breiteren Öffentlichkeit geschafft hat. Noch heute wird Tabula rasa von zahlreichen Orchestern aufgeführt.
Die Probleme, denen sich die Musizierenden der Uraufführung ausgesetzt sahen, sind auch heute nicht vollständig ausgeräumt: Für Andreas Peer Kähler besteht die Herausforderung an Pärts Musik gerade darin, dass der spieltechnisch vermeintlich einfach auszuführende Notentext in der Praxis zu unerwarteten Schwierigkeiten führe: In dieser reinen Musik gebe es keine Möglichkeit, „technische oder musikalische Defizite irgendwie zu kaschieren“. In diesem Zusammenhang vergleicht Kähler das Silentium aus Tabula rasa mit einem „musikalischen Lügendetektor“, der alle technischen wie psychischen Unzulänglichkeiten einer Interpretation offenlegt. Beispielsweise erinnere es vom Schwierigkeitsgrad her „an den heiligen Christophorus“, das Metrum in der musikalischen Ereignislosigkeit über die volle Länge gleich zu halten.
Pärts Musik erfährt auch im Rahmen der Palliativpflege und dort besonders bei der Betreuung Sterbender einen großen Zuspruch. So berichtete Patrick Giles, dass in den 1980ern einer der von ihm betreuten AIDS-Patienten nach der Engelsmusik verlangt hatte, dem zweiten Satz aus Tabula rasa, den Giles während dieser Zeit vielen Erkrankten vorgespielt hatte. Auch andere wollten Pärt am Sterbebett hören. Diese Anekdote stieß auf große Resonanz in der Palliativpflege-Community, wobei auch die Metapher der Engelsmusik oft bekräftigt wurde.